# Anciens ponts de Blois
 (septembre 2023).
La mise en forme du texte ne suit pas les recommandations de Wikipédia : il faut le « wikifier ».
Les points d'amélioration suivants sont les cas les plus fréquents. Le détail des points à revoir est peut-être précisé sur la page de discussion.
- Les titres sont pré-formatés par le logiciel. Ils ne sont ni en capitales, ni en gras.
- Le texte ne doit pas être écrit en capitales (les noms de famille non plus), ni en gras, ni en italique, ni en « petit »…
- Le gras n'est utilisé que pour surligner le titre de l'article dans l'introduction, une seule fois.
- L'italique est rarement utilisé : mots en langue étrangère, titres d'œuvres, noms de bateaux, etc.
- Les citations ne sont pas en italique mais en corps de texte normal. Elles sont entourées par des guillemets français : « et ».
- Les listes à puces sont à éviter, des paragraphes rédigés étant largement préférés. Les tableaux sont à réserver à la présentation de données structurées (résultats, etc.).
- Les appels de note de bas de page (petits chiffres en exposant, introduits par l'outil «  Source ») sont à placer entre la fin de phrase et le point final[comme ça].
- Les liens internes (vers d'autres articles de Wikipédia) sont à choisir avec parcimonie. Créez des liens vers des articles approfondissant le sujet. Les termes génériques sans rapport avec le sujet sont à éviter, ainsi que les répétitions de liens vers un même terme.
- Les liens externes sont à placer uniquement dans une section « Liens externes », à la fin de l'article. Ces liens sont à choisir avec parcimonie suivant les règles définies. Si un lien sert de source à l'article, son insertion dans le texte est à faire par les notes de bas de page.
- La présentation des références doit suivre les conventions bibliographiques. Il est recommandé d'utiliser les modèles {{Ouvrage}}, {{Chapitre}}, {{Article}}, {{Lien web}} et/ou {{Bibliographie}}. Le mode d'édition visuel peut mettre en forme automatiquement les références.
- Insérer une infobox (cadre d'informations à droite) n'est pas obligatoire pour parachever la mise en page.

Pour une aide détaillée, merci de consulter Aide:Wikification.
Si vous pensez que ces points ont été résolus, vous pouvez retirer ce bandeau et améliorer la mise en forme d'un autre article.
Au cours de son histoire, la ville de Blois a compris différents ponts, essentiellement au-dessus de la Loire, mais également au-dessus du Cosson, un de ses affluents.

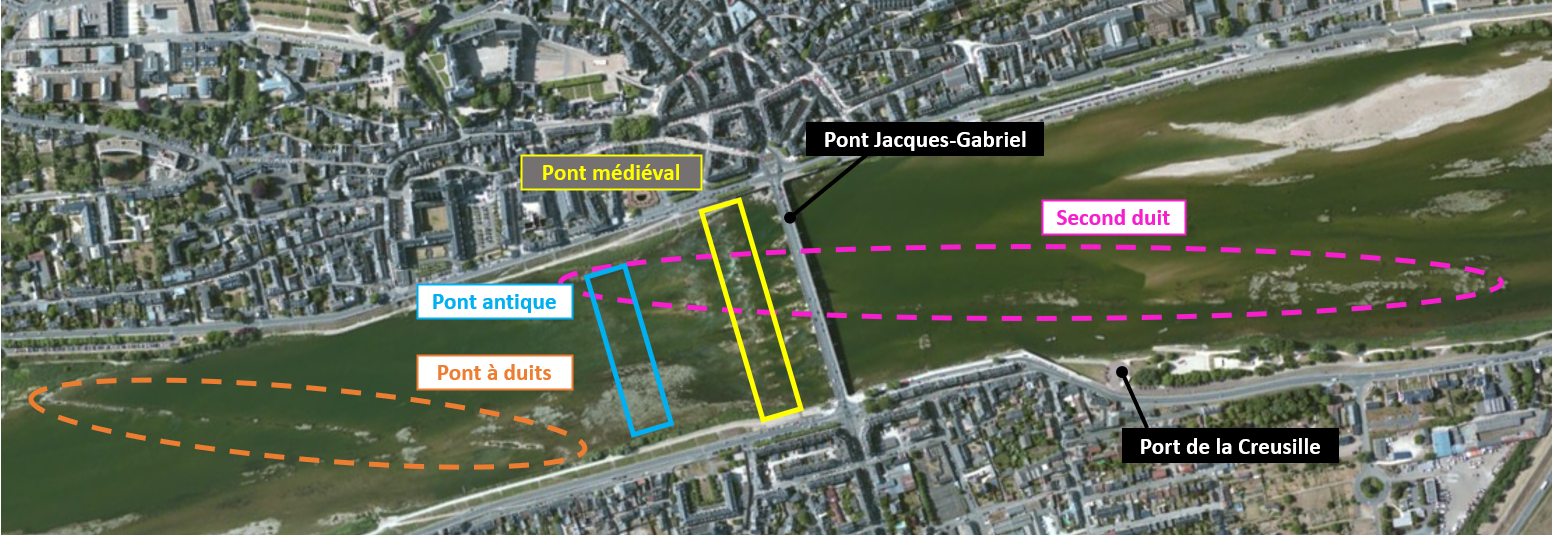
Vue satellite des vestiges des anciens ponts sur la Loire à Blois (en 2015).

## Ponts sur la Loire

### Le pont à duits
Dès le Haut-Empire romain, entre 20 et 300 après J.-C., un système de franchissement permanent du fleuve est construit en aval du pont médiéval et de l’actuel pont Jacques-Gabriel. Ce système plutôt rudimentaire constituait en différents îlots artificiels alignés en diagonale et alternés de passages inondés : il s’agit de duits. Un pont à duits semble avoir été construit et utilisé à Blois à cette période, permettant déjà de relier les deux rives sur lesquelles se sont développées deux villages indépendants : Castrum Blesense sur la rive droite et Vienna sur l’île fluviale.

### Le pont antique
Entre le Ier et le IIe siècle, un premier pont est aussi construit pour joindre les deux rives. Également qualifié de pont gallo-romain, celui-ci se trouvait plus en aval de l’actuel pont Jacques-Gabriel, entre l’ancienne halle Louis XII (actuelle Maison de la BD, sur la rive droite) et la rue Munier (en Vienne). Il s’agissait d’un pont principalement en bois, dont les fondations sont visibles lorsque la Loire est à l’étiage. Les pieux, tous équarris, proviennent de chênes et forment 9 « nuages », témoignant ainsi d’un pont à 9 piliers.
La datation des vestiges a été estimée par des analyses au carbone 14 et des techniques de dendrochronologie.

### Le pont médiéval
Les fondations en pierre visibles lorsque le niveau de la Loire est bas laissent facilement imaginer qu'un pont a précédé l'actuel pont Jacques-Gabriel. Néanmoins, de nouveaux pieux découverts en 2018 ont mis au bout du jour que, si Blois était doté d'un pont sur la Loire durant tout le Moyen Âge, ce pont a drastiquement évolué au fil des siècles.

#### Le pont duXIesiècle
Un second pont, de bois et de pierre, est mentionné à partir de 1089 sur un document sur lequel le nouveau comte Étienne II atteste la propriété de deux moulins construits sur le pont et détenus par l’abbé de Pontlevoy, qui possède également le prieuré Saint-Jean-en-Grève. En 2003, l’INRAP a confirmé par datation au radiocarbone que les chênes utilisés pour les fondations de cette structure datent d’entre 998 et 1159. Il semblerait ainsi que sa construction fut ordonnée et financée par les grands-parents d’Étienne II, le comte Eudes II et la comtesse Ermengarde, qui furent par ailleurs à l’initiative de la construction entre 1034 et 1037 du vieux pont de Tours,.
Le pont médiéval de Blois, également connu sous le nom de « pont Saint-Louis », se situait à 70 m en aval de l’actuel pont Jacques-Gabriel. Decouvertes en 1995 après l'interdiction des extractions de sable qui a fait baisser le niveau de la Loire d'1,30 m, les fondations de la plupart de ses 19 piliers de pierre sont également visibles lorsque le fleuve est à l’étiage. De nos jours, ces vestiges sont en partie responsables des remous du fleuve en aval du pont moderne.
Très tôt, les comtes de Blois ont compris l’importance géostratégique que représentait ce pont, d’où la présence d’une tour-porte à l’entrée de la ville, instaurant ainsi un impôt de péage à tout nouvel devant passer par la cité, comme à tout bateau transitant sur le fleuve. Il s’agissait alors de l’unique pont sur la Loire sur quelques dizaines de kilomètres, ce qui explique pourquoi autant d’activités étaient concentrées en son sein,.

#### Le pont duXIIIesiècle
À cette époque, le fleuve est plus lourdement aménagé : sur le pont, qui ressemblait davantage à rue, on trouvait des habitations, des tours (dont une tour-porte à pont-levis sur la rive droite fortifiée), des moulins, une chapelle Saint-Fiacre (dépendante de l'église Saint-Martin) ainsi que des escaliers pour accéder à un duit (digue submersible), sur lequel il y avait 5 moulins à eau, des pêcheries et même un petit embarcadère. Ce duits, aussi visible lorsque le niveau de l’eau est bas, traversait à l’origine la Loire depuis le pont jusqu’à l’ancien Hôtel-Dieu, puis il a été renforcé et prolongé au XIIIe siècle jusqu’au niveau de la Creusille afin de dévier le courant du fleuve vers la rive droite.

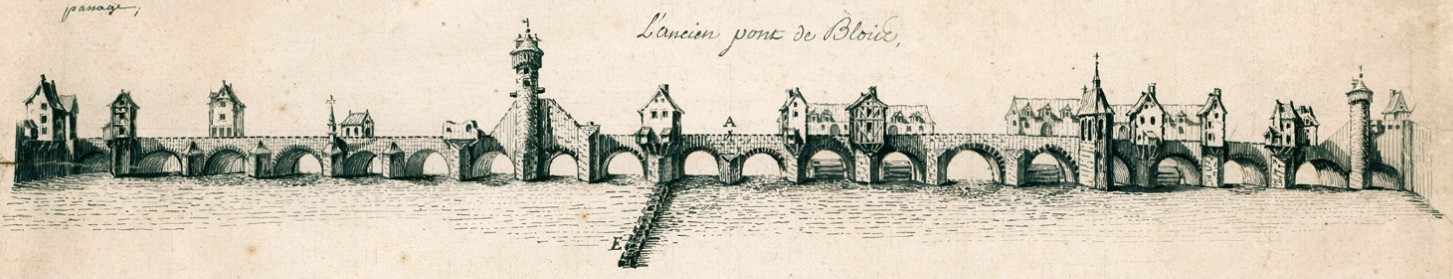
Gravure du pont médiéval entre Blois -à droite- et Vienne -à gauche- (archives municipales)

Le 27 avril 1429, alors que la guerre de Cent Ans fait rage dans le comté, Jeanne d'Arc et l'armée fidèle à Charles VII empruntèrent le pont pour libérer Orléans des Anglais.
Le 10 décembre 1700, le pont est traversé par trois petits-fils de Louis XIV, à savoir les princes Louis, Charles, et Philippe justement en route pour monter sur le trône d'Espagne sous le nom de Philippe V ou plutôt, Felipe V.
Finalement, dans la nuit du 6 au 7 février 1716, le pont céda sous la pression d’une violente débâcle de la Loire. L’année suivante débuta la construction du pont Jacques-Gabriel ; ce-dernier fut inauguré le 4 mai 1724.

### Le viaduc des Noëls
Le chemin de fer arrive à Blois en 1846, avec l’inauguration de l’embarcadère et de la ligne de Paris à Bordeaux, qui suit le lit la Loire entre Orléans et Tours.
Quarante ans plus tard, le rail est amené à traverser la Loire pour atteindre Villefranche-sur-Cher, au sud du département. Les rails originels étant construits en haut du val du fleuve, la ligne de Villefranche à Blois nécessite donc de le traverser à la hauteur maximale du val. Un viaduc ferroviaire est ainsi érigé en 1884 de part et d’autre de la vallée, entre La Chaussée-Saint-Victor et le hameau des Noëls à Vineuil.
À l’origine long de plus de 2 km, le pont fut bombardé le 11 juin 1944, lors de la libération de la Seconde Guerre mondiale, et ainsi amputé de sa partie traversant le fleuve. Contrairement au pont Jacques-Gabriel, le viaduc des Nöels se fut pas reconstruit mais laissé à l’abandon. Depuis, la ligne ferroviaire est déclassée.
Aujourd’hui, les piliers subsistent au milieu de l’eau et sur la rive droite, mais il reste 1,3 km de viaduc à travers les champs des Noëls. Cet espace fait actuellement l’objet d’une revalorisation dans le cadre de l’application du Plan Paysage d’Agglopolys, la communauté d’agglomérations de Blois.

### Les passerelles temporaires de franchissement
À chaque destruction complète ou partielle d'un pont, en particulier au niveau de l'actuel pont Jacques-Gabriel, les Blésois ont construit une passerelle temporaire, le plus souvent en bois, afin de continuer à pouvoir franchir le fleuve, en attendant la complétion de travaux.
Ce fut le cas au moins à trois reprises :
- entre 1716 et 1724, après que le pont médiéval se soit effondré[6],
- entre juin 1940 et , après l'invasion allemande du début de la Seconde Guerre mondiale[réf. souhaitée],
- entre le 2 septembre 1945 et le 12 décembre 1948, après la Seconde Guerre mondiale et la Libération[15].

Les traces de ces passerelles, dont les pieux sont toujours visibles lorsque le niveau de la Loire est bas, sont sources de confusion avec l'identification des anciens ponts.

## Ponts sur le Cosson

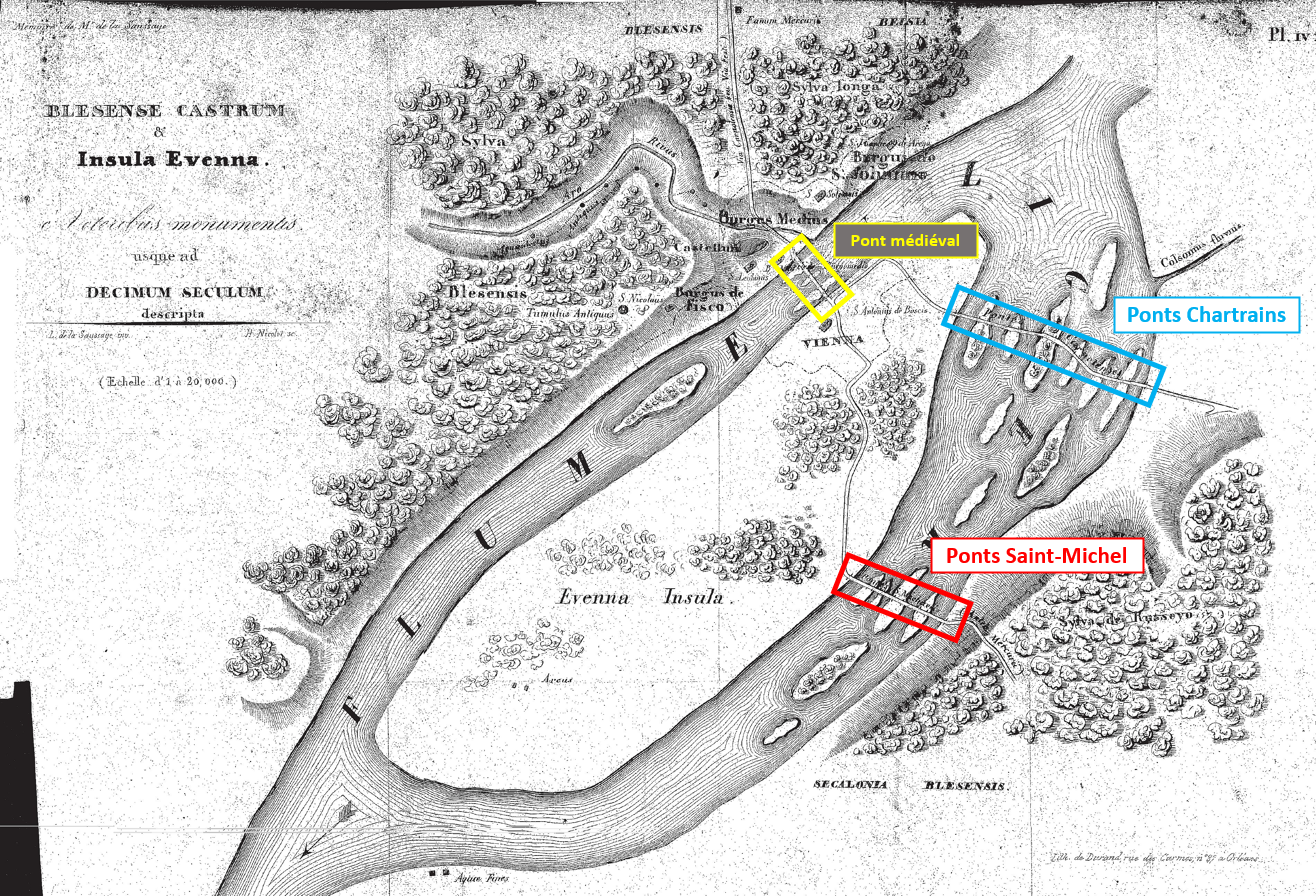
Carte de l’île de Vienne, avec le pont médiéval, les ponts Chartrains (en bleu) et ceux de Saint-Michel (en rouge)

### Les ponts Chartrains
Les ponts Chartrains permettaient de traverser une zone humide et inondable dans le lit de la Loire et le Cosson, entre l’île de Vienne et Vineuil, sur la rive gauche. De leur construction en 1201 jusqu’au XVIIIe siècle, la route reliant Chartres à Bourges passait par ces ponts, mais ils sont vraisemblablement appelés « chartrains » à tort, puisqu’ils furent initialement qualifiés de « ponts chastrés », c’est-à-dire de ponts entrecoupés de chaussées surélevées.
En effet, jusqu’à la construction en 1717 d’une digue dans le prolongement de la Creusille, le secteur de la Bouillie était une zone humide et inondable en cas de crue, parfois considéré comme un bras de la Loire. Après cette date, la zone a été asséchée, des routes furent construites pour connecter l’ancienne île fluviale aux villages de la rive gauche, et les ponts tombèrent en désuétude. Les ponts Chartrains subsistent sous la forme d’une petite route goudronnée.
Depuis 2006, l’infrastructure est classée en tant que monument historique.

### Les ponts Saint-Michel
À l’instar des ponts Chartrains qui relient le sud de Blois à la rive gauche du Cosson par l’est, les ponts Saint-Michel permettaient de la rejoindre par l’ouest. Construite et utilisée sur la même période, et partant de l’actuelle rue des Métairies, cette route surélevée donnait accès au bas de Saint-Gervais-la-Forêt.
Cependant, contrairement aux précédents, il existe peu de vestiges des ponts Saint-Michel. Après les crues centennales du XIXe siècle, les ponts furent très endommagés et nécessitaient de lourds travaux. La presque totalité de la structure fut rasée en 1867 puis détruite en 1885 pour permettre la construction de l’actuel prolongement de la rue des Métairies. L’actuel pont-barrage à moulin sur le Cosson fut construit en 1868 sur des vestiges des anciens ponts. Aujourd’hui, ne subsistent des ponts Saint-Michel que 6 piles de pierre au milieu d’un étang, localisées entre la digue et l’auberge espagnole.
Dans ses recherches, Louis de La Saussaye mentionne des « ponts de Mercure », qui auraient similairement existé à l'emplacement des ponts Saint-Michel lors de l'ère romaine. Leur emplacement est stratégique au moins depuis le début de la christianisation de la Gaule, car ils se situent sur la Via Turonensis qui relie Paris à Saint-Jacques-de-Compostelle.